# José María Carreño Bermúdez
José María Carreño Bermúdez (Tarifa, provincia de Cádiz, 1943 - Madrid, 1996) fue un director y crítico de cine español. Empezó publicando críticas de cine en las revistas Film ideal, Fotogramas, Casablanca y el diario El independiente. En las postrimerías del franquismo empezó a trabajar como guionista en TVE a la vez que dirigía su primer cortometraje, Abismo (1972). En 1980 publicó un estudio sobre Alfred Hitchcock y en 1982 hizo un pequeño papel como actor en Pares y nones de José Luis Cuerda. 
En 1990 debutó como director de cine con el largometraje Ovejas negras, una comedia negra donde critica la educación religiosa en España y que denota influencias de Hitchcock y Luis Buñuel, con la que fue nominado a Goya al mejor director novel. Después fue guionista y director de un episodio de las series televisivas Crónicas del mal (1992) y Serie negra (1994).